# Тансу Чилер
Тансу Пенбе Чилер (тур. Tansu Penbe Çiller: рођена је 9. октобра 1946. године у Истанбулу, Турска.) је била прва жена председник владе у историји Турске.
Чилер се образовала у америчкој средњој школи у Истанбулу, а економију је дипломирала на Босфор универзитету у Истанбулу. Докторат је стекла на универзитету Конектикат (САД). Радом на факултету се бави од 1978. године, а титулу професора носи од 1983. године. Течно говори енглески језик, а служи се арапским језиком.
У политици је од 1990. године када постаје члан Партије правог пута, Сулејмана Демирела. Председавајућа (коалиционе) Владе је била је три пута у периоду од 1993. до 1996. године, када је на скупштинску већину чинила Партија правог пута. Након напуштања места Председника Владе, прелази у фотељу министра спољних послова у Влади Неџметина Ербакана. Након неуспеха партије на парламентарним изборима 1999. у Турској, Чилер је поднела оставку на место председника партије.
Удата је и мајка двоје деце.